# Acanthonchus viviparus
Acanthonchus viviparus är en rundmaskart som beskrevs av Nathan Augustus Cobb 1920. Acanthonchus viviparus ingår i släktet Acanthonchus och familjen Cyatholaimidae. Inga underarter finns listade i Catalogue of Life.